# Genoa 1893 1996-1997
Questa voce raccoglie le informazioni riguardanti il Genoa 1893 nelle competizioni ufficiali della stagione 1996-1997.

## Stagione
Nella stagione 1996-1997 il Genoa affidato ad Attilio Perotti disputa il campionato cadetto, raccoglie 61 punti che valgono il quinto posto, il primo delle non promosse. Il grifone ha espresso il miglior attacco del campionato con 58 reti realizzate, ma ha pagato una partenza lenta, avendo chiuso il girone di andata con 25 punti, in ottava posizione. Meglio ha fatto nel girone di ritorno con un ottimo bottino di 36 punti, ma per un solo punto non ha colto il treno, che portava alla promozione. Il belga Michael Goossens con 12 reti è risultato il più prolifico degli avanti rossoblù. In Coppa Italia il Genoa supera il primo turno, vincendo a tavolino il confronto con il Lecce, perché i salentini nel secondo tempo hanno inserito Jonathan Bachini che era squalificato, al posto di Vincenzo Mazzeo. Nel secondo turno supera la Sampdoria, per questa stagione se si pareggia uno dei primi tre turni in gara unica, si ripete l'incontro a campi invertiti, i blucerchiati sono stati superati nella ripetizione (0-2), poi nel terzo turno dopo un pareggio, la ripetizione ha questa volta eliminato il Genoa e qualificato il Vicenza.

## Organigramma societario
Area direttiva
- Presidente: Aldo Spinelli

Area tecnica
- Allenatore: Attilio Perotti

## Rosa
| N. |                   | Ruolo | Calciatore             |
| -- | ----------------- | ----- | ---------------------- |
| 1  | Italia (bandiera) | P     | Gianluca Berti         |
| 2  | Italia (bandiera) | D     | Davide Nicola          |
| 3  | Italia (bandiera) | D     | Daniele Delli Carri    |
| 4  | Italia (bandiera) | C     | Gennaro Ruotolo        |
| 5  | Italia (bandiera) | D     | Vincenzo Torrente      |
| 6  | Italia (bandiera) | C     | Luca Cavallo           |
| 7  | Italia (bandiera) | A     | Marco Nappi            |
| 8  | Italia (bandiera) | C     | Mario Bortolazzi       |
| 9  | Italia (bandiera) | A     | Luigi Beghetto         |
| 10 | Italia (bandiera) | D     | Felice Centofanti      |
| 11 | Italia (bandiera) | C     | Dario Morello          |
| 12 | Italia (bandiera) | P     | Luca Pastine           |
| 13 | Italia (bandiera) | A     | Roberto Arco           |
| 14 | Italia (bandiera) | C     | Filippo Masolini       |
| 15 | Italia (bandiera) | C     | Cristiano Scazzola     |
| 16 | Italia (bandiera) | C     | Pier Giovanni Rutzittu |
| 17 | Italia (bandiera) | A     | Giuseppe Niola         |

| N. |                        | Ruolo | Calciatore                 |
| -- | ---------------------- | ----- | -------------------------- |
| 18 | Italia (bandiera)      | D     | Gianluca Francesconi       |
| 19 | Italia (bandiera)      | D     | Massimiliano Corrado       |
| 20 | Italia (bandiera)      | D     | Silvio Vittorio Giampietro |
| 21 | Italia (bandiera)      | A     | Simone Spinelli            |
| 23 | Italia (bandiera)      | D     | Matteo Rossi               |
| 24 | Argentina (bandiera)   | A     | Adrián Ricchiuti           |
| 25 | Italia (bandiera)      | D     | Gabriele Spinelli          |
| 26 | Italia (bandiera)      | D     | Fabio Rossi                |
| 27 | Belgio (bandiera)      | A     | Michaël Goossens           |
| 28 | Brasile (bandiera)     | D     | Paulo Pereira              |
| 29 | Italia (bandiera)      | P     | Stefano Pergolizzi         |
| 30 | Italia (bandiera)      | P     | Mario Ielpo                |
| 31 | Italia (bandiera)      | D     | Cristian Ranieri           |
| 32 | Stati Uniti (bandiera) | A     | Roy Lassiter               |
| 38 | Italia (bandiera)      | D     | Fabrizio Anzalone          |
| 34 | Italia (bandiera)      | A     | Giovanni Pisano            |

## Calciomercato
| Arrivi | Arrivi            | Arrivi           | Arrivi     |
| R.     | Nome              | da               | Modalità   |
| ------ | ----------------- | ---------------- | ---------- |
| A      | Roy Lassiter      | Tampa Bay Mutiny | prestito   |
| A      | Giovanni Pisano   | Salernitana      | definitivo |
| D      | Davide Nicola     | Ancona           | definitivo |
| A      | Luigi Beghetto    | Fidelis Andria   | definitivo |
| A      | Michael Goossens  | Standard Liegi   | prestito   |
| C      | Felice Centofanti | Inter            | definitivo |
| C      | Filippo Masolini  | Fidelis Andria   | definitivo |

| Partenze | Partenze            | Partenze         | Partenze      |
| R.       | Nome                | a                | Modalità      |
| -------- | ------------------- | ---------------- | ------------- |
| P        | Gianluca Berti      | Roma             | definitivo    |
| A        | Roy Lassiter        | Tampa Bay Mutiny | fine prestito |
| C        | Cristiano Scazzola  | Modena           | definitivo    |
| D        | Daniele Delli Carri | Piacenza         | definitivo    |
| A        | John Van't Schip    | Ajax             | definitivo    |
| A        | Vincenzo Montella   | Sampdoria        | definitivo    |
| D        | Oscar Magoni        | Bologna          | definitivo    |

## Risultati

### Campionato

#### Girone di andata
| Arbitro: | Branzoni (Pavia) |

|                |           |                 |
| Centofanti 68’ | Marcatori | 86’ (rig.) Paci |

| Arbitro: | Tombolini (Ancona) |

|                           |           |                     |
| Maspero 24’ Mirabelli 42’ | Marcatori | 86’ (rig.) Masolini |

| Arbitro: | Dagnello (Trieste) |

|                                            |           |  |
| Goossens 44’ Nappi 71’ Masolini 82’ (rig.) | Marcatori |  |

| Arbitro: | Racalbuto (Gallarate) |

|             |           |          |
| Salvetti 6’ | Marcatori | 4’ Nappi |

| Genova 6 ottobre 1996 5ª giornata | Genoa              | 0 – 0 | Bari | Stadio Luigi Ferraris\| Arbitro: \| Bolognino (Milano) \| |
| Arbitro:                          | Bolognino (Milano) |       |      |                                                           |

| Arbitro: | Trentalange (Torino) |

|                          |           |  |
| Cavallo 12’ Goossens 43’ | Marcatori |  |

| Reggio Calabria 20 ottobre 1996 7ª giornata | Reggina          | 0 – 0 | Genoa | Stadio Comunale\| Arbitro: \| Bazzoli (Merano) \| |
| Arbitro:                                    | Bazzoli (Merano) |       |       |                                                   |

| Arbitro: | Nicchi (Arezzo) |

|                     |           |            |
| Masolini 29’ (rig.) | Marcatori | 18’ Jansen |

| Arbitro: | Lana (Torino) |

|  |           |             |
|  | Marcatori | 53’ Cavallo |

| Arbitro: | Stafoggia (Pesaro) |

|             |           |                |
| Cavallo 50’ | Marcatori | 57’ Mezzanotti |

| Arbitro: | Borriello (Mantova) |

|                |           |           |
| Centofanti 14’ | Marcatori | 23’ Fiore |

| Arbitro: | Ercolino (Cassino) |

|              |           |  |
| Altamura 23’ | Marcatori |  |

| Arbitro: | Bonfrisco (Monza) |

|                                               |           |                                              |
| Scarchilli 20’ (rig.) Fiorin 72’ Martelli 90’ | Marcatori | 18’ L. Beghetto 53’ Nappi 75’ (aut.) Cravero |

| Arbitro: | Collina (Viareggio) |

|                                              |           |  |
| Goossens 10’, 16’ Nappi 40’ Adani 42’ (aut.) | Marcatori |  |

| Arbitro: | Sirotti (Forlì) |

|              |           |              |
| Montrone 59’ | Marcatori | 13’ Goossens |

| Arbitro: | Pin (Conegliano) |

|  |           |               |
|  | Marcatori | 90’ Zanchetta |

| Arbitro: | Preschern (Mestre) |

|                                |           |                 |
| Cappellini 19’ C. Esposito 90’ | Marcatori | 78’ L. Beghetto |

| Arbitro: | De Santis (Tivoli) |

|                                  |           |  |
| Goossens 23’, 57’ Centofanti 43’ | Marcatori |  |

| Arbitro: | Boggi (Salerno) |

|                     |           |              |
| Rutzittu 75’ (aut.) | Marcatori | 35’ Masolini |

#### Girone di ritorno
| Arbitro: | Rodomonti (Teramo) |

|  |           |                                    |
|  | Marcatori | 4’ Pisano 56’ Ruotolo 77’ Goossens |

| Arbitro: | Braschi (Prato) |

|                                        |           |  |
| Pereira 2’ D. Morello 82’ Masolini 90’ | Marcatori |  |

| Cosenza 16 febbraio 1997 22ª giornata | Cosenza                     | 0 – 0 | Genoa | Stadio San Vito\| Arbitro: \| Serena (Bassano del Grappa) \| |
| Arbitro:                              | Serena (Bassano del Grappa) |       |       |                                                              |

| Arbitro: | Rossi (Ciampino) |

|           |           |  |
| Nappi 88’ | Marcatori |  |

| Arbitro: | Ceccarini (Livorno) |

|               |           |            |
| Giorgetti 34’ | Marcatori | 14’ Pisano |

| Arbitro: | Braschi (Prato) |

|            |           |  |
| Casale 82’ | Marcatori |  |

| Arbitro: | Sirotti (Forlì) |

|                     |           |                       |
| Masolini 45’ (rig.) | Marcatori | 25’ Dionigi 89’ Sesia |

| Arbitro: | Rodomonti (Teramo) |

|            |           |              |
| Tudisco 8’ | Marcatori | 52’ Goossens |

| Arbitro: | Ercolino (Cassino) |

|                                            |           |  |
| Bortolazzi 13’ D. Morello 26’ Rutzittu 37’ | Marcatori |  |

| Arbitro: | Pairetto (Nichelino) |

|             |           |                                       |
| Zanutta 32’ | Marcatori | 8’ Bortolazzi 41’ Goossens 78’ Pisano |

| Arbitro: | Rossi (Ciampino) |

|             |           |                   |
| Cossato 53’ | Marcatori | 32’ (rig.) Pisano |

| Arbitro: | Bettin (Padova) |

|                  |           |                                      |
| Fusco 45’ (aut.) | Marcatori | 11’ D'Angelo 79’ Bonomi 85’ Pistella |

| Arbitro: | Pellegrino (Barcellona Pozzo di Gotto) |

|                                          |           |  |
| Rutzittu 54’ Goossens 73’ D. Morello 83’ | Marcatori |  |

| Arbitro: | De Santis (Tivoli) |

|                        |           |                                |
| G. Bizzarri 61’ (rig.) | Marcatori | 23’ Pisano 73’ (rig.) Masolini |

| Arbitro: | Bonfrisco (Monza) |

|                               |           |               |
| Centofanti 15’ D. Morello 84’ | Marcatori | 41’ Lucarelli |

| Foggia 18 maggio 1997 35ª giornata | Foggia          | 0 – 0 | Genoa | Stadio Pino Zaccheria\| Arbitro: \| Boggi (Salerno) \| |
| Arbitro:                           | Boggi (Salerno) |       |       |                                                        |

| Arbitro: | Trentalange (Torino) |

|                             |           |                |
| Pisano , rig.’ Goossens 30’ | Marcatori | 45’ C. Amoroso |

| Arbitro: | Messina (Bergamo) |

|               |           |                     |
| Gasparini 15’ | Marcatori | 18’ (rig.) Masolini |

| Arbitro: | Borriello (Mantova) |

|                                                    |           |             |
| Masolini 19’ (rig.) Pisano 35’, 61’ Centofanti 57’ | Marcatori | 24’ Saurini |

### Coppa Italia
| Arbitro: | Tombolini (Ancona) |

|                                          |           |  |
| Mazzeo 11’ F. Palmieri 54’ Francioso 76’ | Marcatori |  |

| Arbitro: | Trentalange (Torino) |

|                          |           |                |
| Montella 21’, 44’ (rig.) | Marcatori | 45’, 56’ Nappi |

| Arbitro: | Pairetto (Nichelino) |

|  |           |                             |
|  | Marcatori | 51’ D. Morello 90’ Rutzittu |

| Arbitro: | Messina (Bergamo) |

|                     |           |                    |
| Masolini 72’ (rig.) | Marcatori | 52’ (rig.) Viviani |

| Arbitro: | Pellegrino (Barcellona Pozzo di Gotto) |

|                 |           |  |
| Cornacchini 61’ | Marcatori |  |